# Відтворення. Останній день. Частина друга
Відтворення. Останній день. Частина друга - це двадцять шостий епізод п'ятого сезону мультсеріалу «Леді Баґ і Супер Кіт».Цей епізод також завершує дилогію Останній день. Прем'єра цього епізоду відбулася 1 липня 2023 року у Швейцарії на телеканалі RTS Un

## Синопсис
Остаточний план Монарха в дії. Тепер, здається, ніщо не може його зупинити. Особливо враховуючи, що поки світ занурюється в хаос, суперлиходій щойно впіймав Леді баг особисто...

## Персонажі

#### Головні персонажі
- Леді Баґ/Супербаґ
- Монарх
- Тіккі
- Плагг
- Ґіммі

#### Другорядні персонажі
- Адріан Аґрест
- Серіза

## Цікаві факти
- Це 130 за рахунком епізод мультсеріалу Леді Баґ і Супер-Кіт.